# Perwomajsk (obwód mikołajowski)
Perwomajsk (ukr. Первомайськ, Perwomajśk) – miasto na Ukrainie, stolica rejonu w obwodzie mikołajowskim. Leży przy ujściu Syniuchy do Bohu. Liczba mieszkańców w 2017 roku wynosiła 66 tys. Historycznie leży na styku trzech regionów: Podola, Zaporoża i Jedysanu.

## Historia

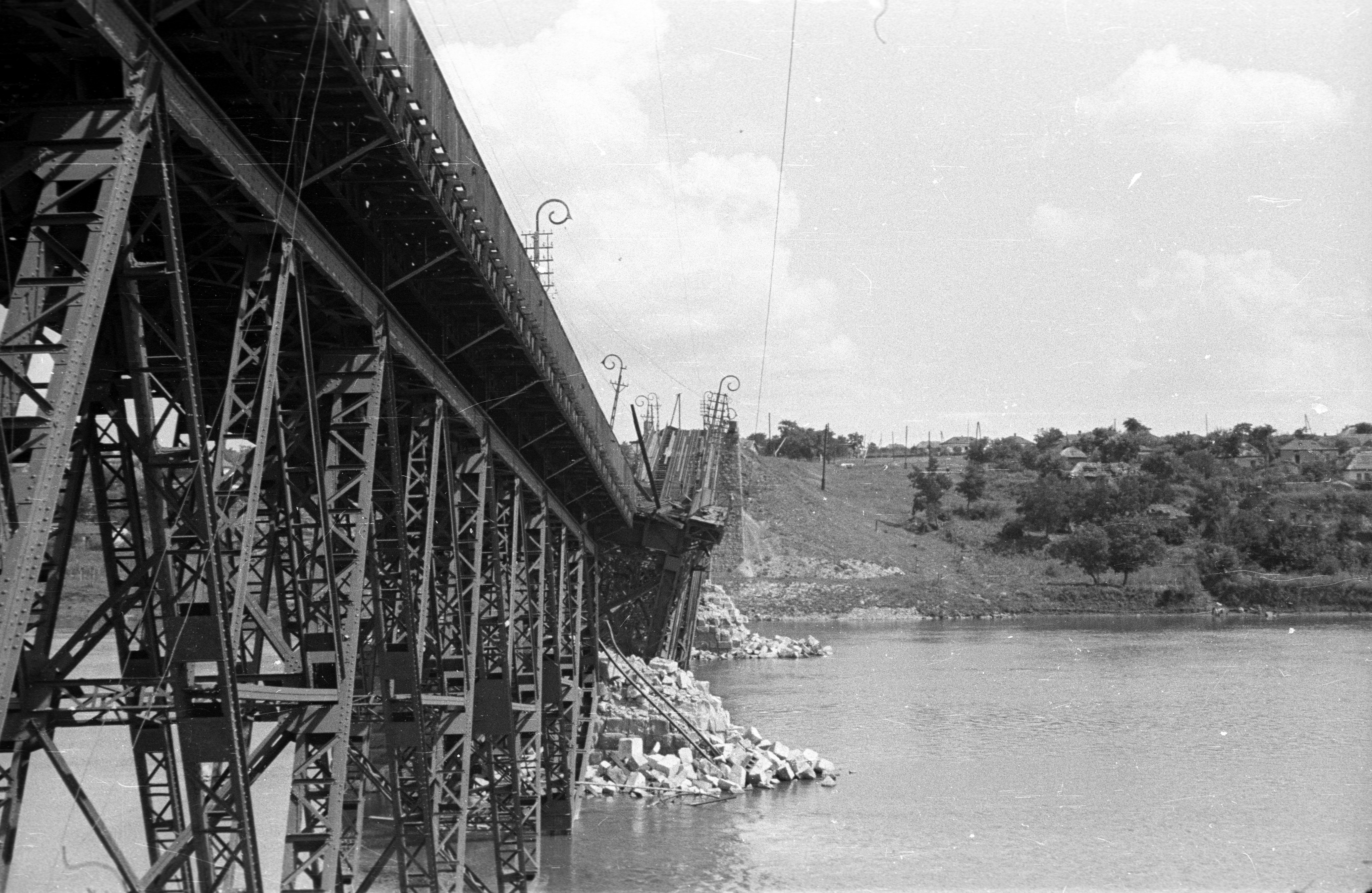
Zniszczony most w 1941 r.

Miasto zostało utworzone w 1919 z połączenia trzech wcześniej oddzielnych miejscowości, tj. miast Bohopol i Olwiopol oraz wsi Hołta.
W 1420 książę litewski Witold Kiejstutowicz zbudował most dla kupców w pobliżu dzisiejszego miasta. W późnym XVII i w XVIII w. znajdował się tu trójstyk Królestwa Polskiego, Imperium Osmańskiego i Carstwa Rosyjskiego.
Historia Olwiopola sięga 1676 roku, kiedy Kozacy założyli twierdzę w celu ochrony przed najazdami Tatarów krymskich. Od 1764 działały tu urząd straży granicznej i urząd celny. Szybki rozwój spowodował, że w 1773 roku został miastem powiatowym. W 1782 nadano nazwę Olwiopol na pamiątkę starożytnego greckiego miasta Olbia. Stanowił część terytorium Siczy Zaporoskiej i Imperium Rosyjskiego. Leży na historycznym Zaporożu.
Bohopol powstał po wzniesieniu przez Polaków twierdzy granicznej. W niej w XVI wieku znajdowała się siedziba klucza wchodzącego w skład należącej do króla Polski królewszczyzny. Prywatne miasto szlacheckie Bohopól położone w powiecie bracławskim w województwie bracławskim w prowincji małopolskiej było w 1789 własnością Stanisława Szczęsnego Potockiego. Zostało zajęte przez Rosję w II rozbiorze Polski w 1793 roku. Leży na historycznym Podolu.
Hołta była wsią założoną przez Kozaków i ukraińskich chłopów, będącą pod panowaniem Imperium Osmańskiego aż do jej aneksji przez Rosję w 1791. Pod koniec XIX wieku posiadała dwa browary, dwie fabryki wód mineralnych i fabrykę żelaza, a populacja przekraczała 4000. Leży w historycznym Jedysanie.
W 1868 roku wybudowano w pobliżu most przez rzekę Boh. Od 1922 część ZSRR.
W latach 1941–1944 podzielony pomiędzy Rumunię (Holta) i Niemcy (Bohopol i Olwiopol). Mieścił się tu podobóz niemieckiego obozu jenieckiego Stalag 305.

## Urodzeni w mieście
- Edgar de Wahl – estoński lingwista
- Aleksander Gleichgewicht – działacz NSZZ „Solidarność”

## Galeria

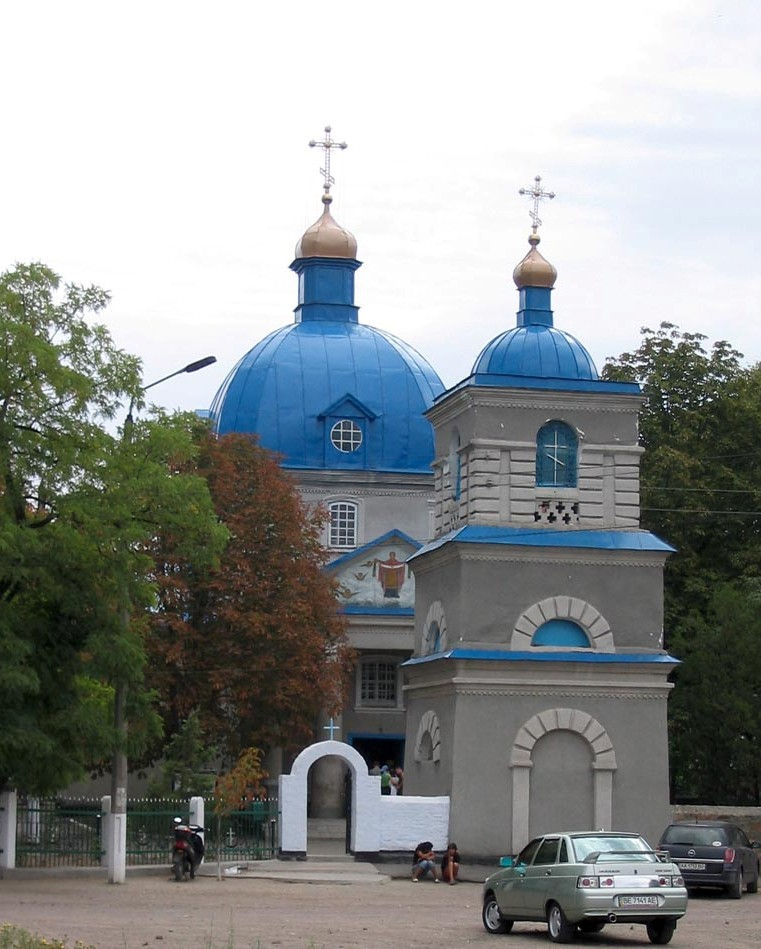
Cerkiew Opieki Matki Bożej
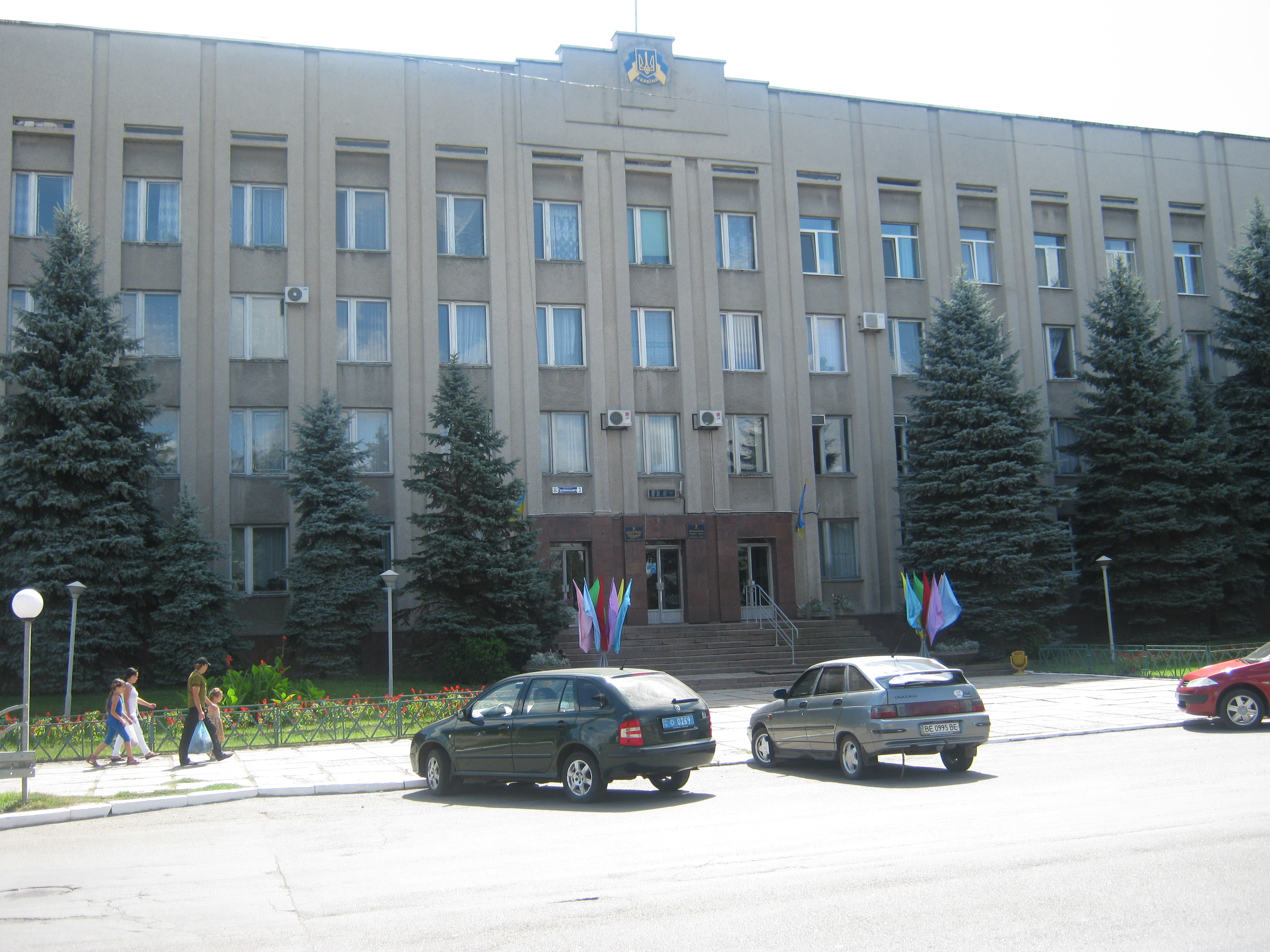
Rada miasta
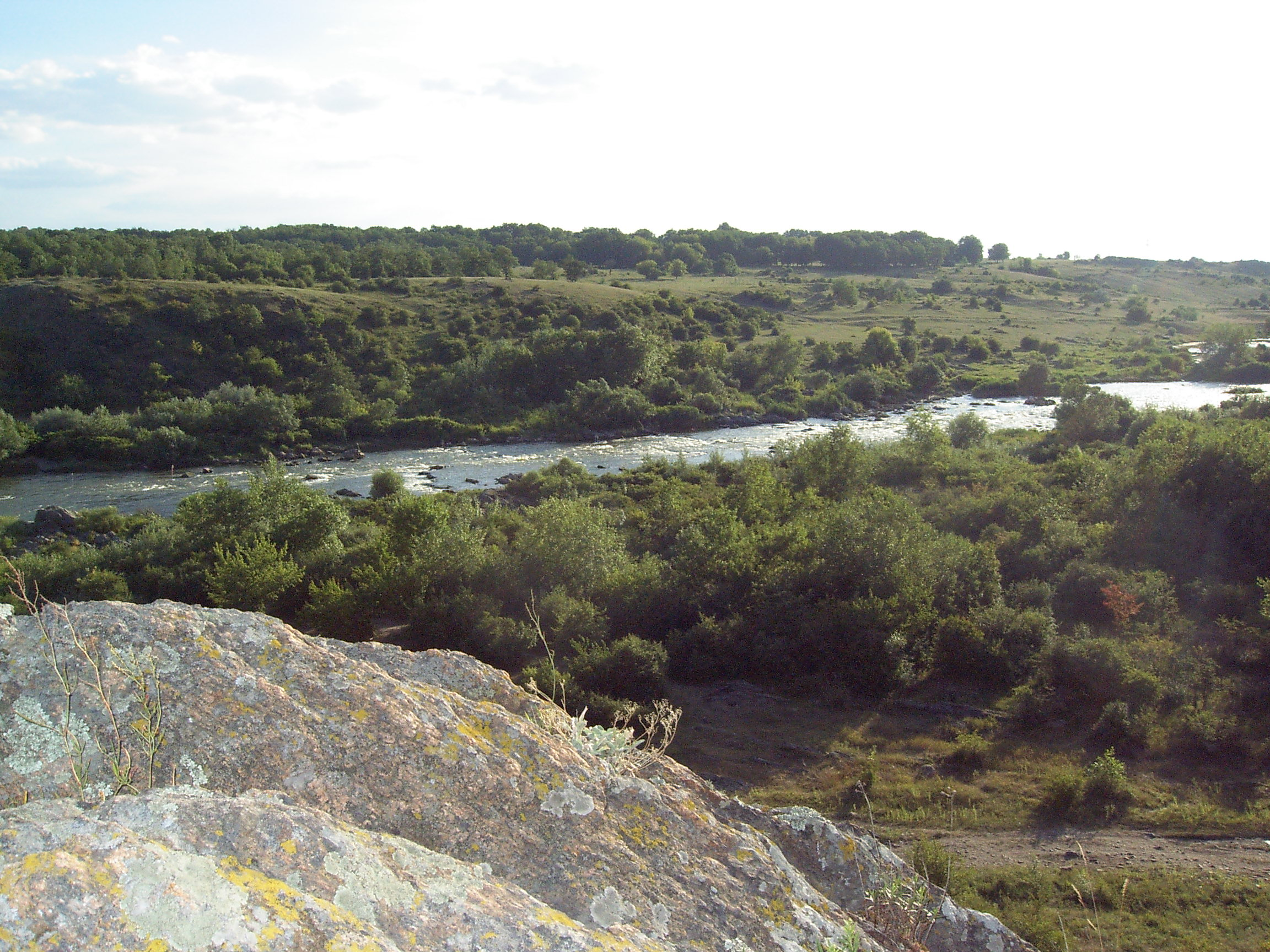
Granitowe progi rzeczne w pobliżu miasta